# Yasemin
Pour plus de détails, voir Fiche technique et Distribution.
Yasemin est un film germano-turc réalisé par Hark Bohm, sorti en 1988.

## Synopsis
Jan, un jeune homme âgé de 20 ans, tombe amoureux de Yasemin, une jeune turque de 17 ans, vivant en Allemagne dans une famille traditionaliste.

## Fiche technique
- Titre : Yasemin
- Réalisation : Hark Bohm
- Scénario : Hark Bohm
- Musique : Jens-Peter Ostendorf
- Photographie : Sławomir Idziak
- Montage : Moune Barius
- Production : Hark Bohm et Claus Henning Voss
- Société de production : Hamburger Kino-Kompanie et ZDF
- Pays :  Allemagne de l'Ouest et  Turquie
- Genre : Drame et romance
- Durée : 85 minutes
- Dates de sortie : 
  -  Allemagne de l'Ouest : 5 mai 1988

## Distribution
- Ayse Romey : Yasemin
- Uwe Bohm : Jan
- Şener Şen : Baba Yunus
- Ilhan Emirli : Dursun
- Sevgi Özdamar : la mère Dilber
- Toto Karaca : tante Zeynep
- Sebnem Selduez : Nesrin
- Nursel Köse : Emine
- Katharina Lehmann : Susanne
- Nedim Hazar : Hassan
- Corinna Harfouch : le professeur Rathjens
- Kaya Gürel : oncle Ibrahim
- Michael Gwisdek : le père Eggers
- David Bohm : Davut

## Distinctions
Le film a été présenté en sélection officielle en compétition lors de Berlinale 1988.
Il a aussi obtenu 3 nominations aux Deutscher Filmpreis et a reçu 2 prix : Meilleur film et Meilleur espoir féminin pour Ayse Romey.